# 주남
주남(중국어: 朱楠, 1394년 1월 4일 - 1394년)은 명 태조 주원장의 26남이다. 생모는 여비 갈씨이다. 홍무 26년 12월 계유일 (1394년 1월 4일)에 태어나, 한달만에 요절하였다. 그러나, 명 태조는 아무런 작위도 추존하지 않았다.

## 참고자료
- 《명사(明史)》
- 《명실록(明實錄)》
- 《만력야획편(萬曆野獲編)》